# Universal Migrator Part 2: Flight of the Migrator
Albums de Ayreon
The Dream Sequencer
(2000) Ayreonauts Only
(2000)
Flight of the Migrator est un album studio du projet Ayreon. Il s'agit de la suite de The Dream Sequencer. Les deux albums ont d'abord été publiés séparément et ensuite re-publiés ensemble en 2004. 

## Pistes
1. "Chaos" - 5:11
2. "Dawn of a Million Souls" - 7:46
3. "Journey on the Waves of Time" - 5:48
4. "To the Quasar" - 8:43
5. "Into the Black Hole" - 10:26
6. "Through the Wormhole" - 6:06
7. "Out of the White Hole" - 7:11
8. "To the Solar System" - 6:12
9. "The New Migrator" - 8:18

## Personnel

### Voix
- Andi Deris
- Bruce Dickinson
- Damian Wilson
- Fabio Lione
- Ian Parry
- Lana Lane
- Ralf Scheepers
- Robert Soeterboek
- Russell Allen
- Timo Kotipelto

### Musiciens
- Arjen Anthony Lucassen
- Clive Nolan
- Ed Warby
- Gary Wehrkamp
- Keiko Kumagai
- Michael Romeo
- Oscar Holleman
- Rene Merkelbach